# Ulcinj
Ulcinj (cirill írással Улцињ, albánul Ulqini, olaszul Dulcigno) kisváros és község Montenegróban, az Adriai-tenger partján.

## A község települései
Ambula, Bijela Gora, Bojke, Brajše, Bratica, Briska Gora, Ćurke, Darza, Donja Klezna, Donji Štoj, Draginje, Fraskanjel, Gornja Klezna, Gornji Štoj, Kaliman, Kodre, Kolonza, Kosići, Kravari, Kruče, Kruta, Krute, Leskovac, Lisna Bore, Međreč, Mide, Možura, Pistula, Rastiš, Reč, Salč, Sveti Đorđe, Sukobin, Sutjel, Šas, Štodra, Ulcinj, Vladimir és Zoganj.

## Fekvése
Montenegró tengerpartjának legdélibb városa, az albán határtól 10 km-re fekszik.

## Nevének eredete
Nevét alapítójáról, Kolkhiszról kapta. Neve több változat után alakult mai formájává: először Kolhinum, Olchinum, majd Ulkinion, a rómaiak korában Olcinum, majd Ulcinum formában írták, a velenceiek pedig Dulcigno néven írták, majd ebből alakult mai neve Ulcinj-nyá.

## Története
Ulcinjt az időszámítás előtti századokban kolkhiszi görögök alapították. A görög alapítású várost azonban a 444. évi földrengés idején a tenger hullámai nyelték el. A mai város a bizánci időkben épült. A Nemanjidák, később a zetai (Crna Gora-i) Balsicsok, majd a velenceiek és a törökök uralma után 1878-ban került Montenegróhoz. 1571-től kezdve Ulcinj a törökök által idetelepített algíri kalózoktól az Adria legrettegettebb kalózfészke volt, a híres Uludzs Ali vezérletével, aki 600 fős kalózcsapatával pusztította az Adria partjait. Zsákmánnyal, rabszolgákkal megrakott hajói ide futottak be, akiket az itteni rabszolgapiacon adtak el. A kalózközpont bevehetetlenségét az is bizonyítja, hogy még Velencének sem sikerült kifüstölnie innen őket, sőt a 17. század végén ellenük indított hadjárat során a velenceiektől zsákmányolt hadipénztár aranyaiból építtette fel Sinan pasa a róla elnevezett pasa dzsámit (Pasino) is.
A város keleti kevert népességű lakói teszik színessé, hangulatossá a város forgatagát. A lakosság 73%-a albán, alig több mint 10%-a montenegrói, de élnek itt törökök is, sőt sokáig kisebb néger kolónia is élt itt, akik nem rabszolgaként kerültek ide, hanem a hagyomány szerint még a 19. században Selim Surle ulcinji hajóskapitány telepítette le őket a városba. A régi kalózvárnak mára csak a romjai maradtak, a kikötő fölötti magaslaton meredezve. Falait az 1878. évi felszabadító harcok során rombolták le. A környék magyar vonatkozású érdekessége az egykori rabszolgavásáráról híres Ulcinj mellett fekvő kicsi Madzari (Magyarok) nevű falucska, amelyet talán még a török időkben Magyarországról elhurcolt egykori magyarok leszármazottai laknak.
A városkát enyhe klímája, hosszú homokos strandja, szállodasorai és keleties hangulatú piaca, és a népviseletek, népszokások különös keveredése teszi hangulatossá.

## Népesség
Albánok 61%, Montenegróiak  17%, szerbek 11%, muzulmánok 4%, bosnyákok 2%, cigányok 1% (bizonyos részük egyiptominak tartja magát), horvátok 0,4% (2003-as adatok), továbbá 13 magyar (2011-es adat).

## Nevezetességek
- Az egykori kalózvár romjai
- Sinán pasa dzsámija
- Nagy strand (Velika plaža). Az ország egyik legkedveltebb, 12 km hosszan húzódó strandja.

## Galéria

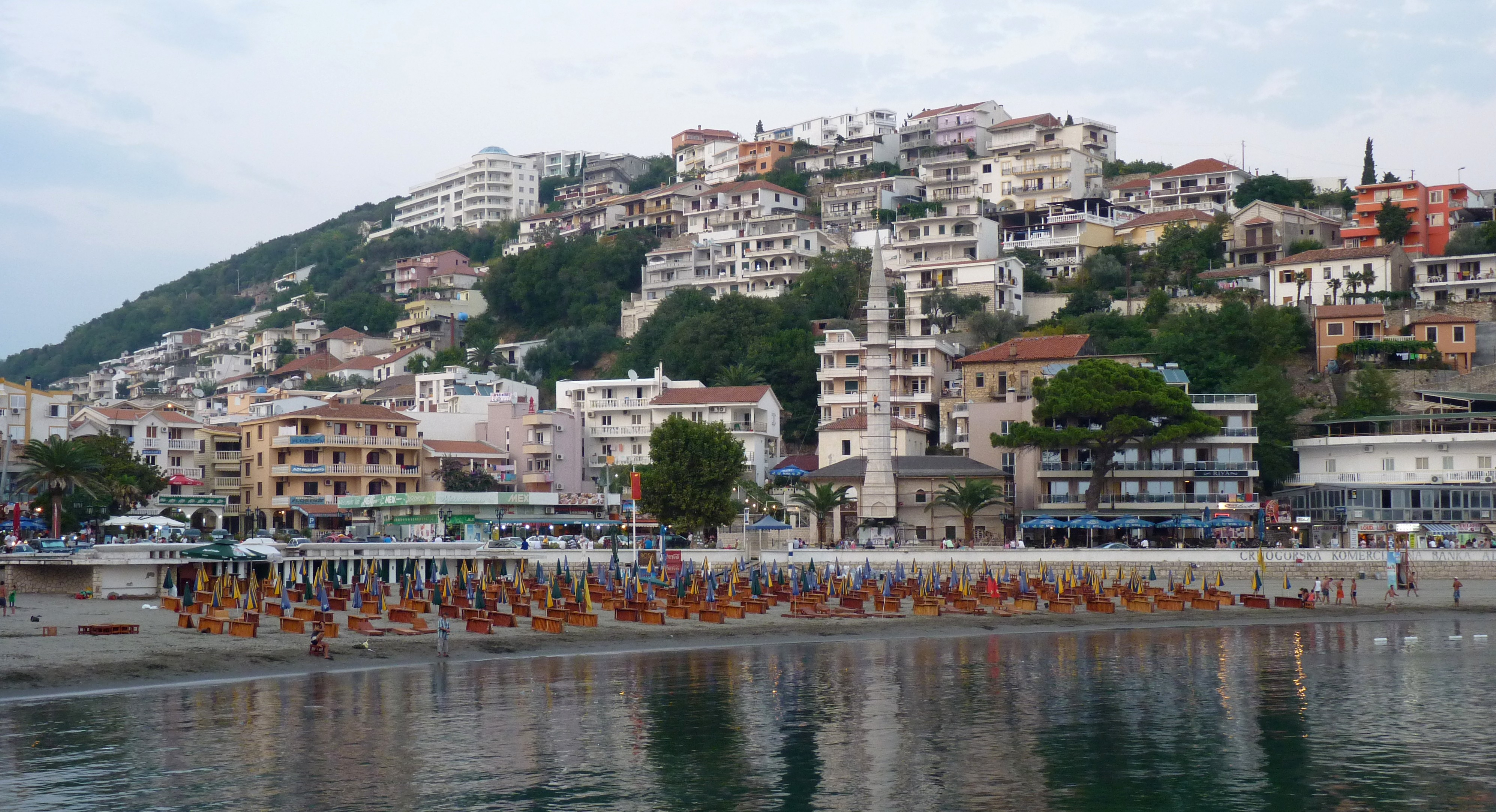
Ulcinj a tenger felől
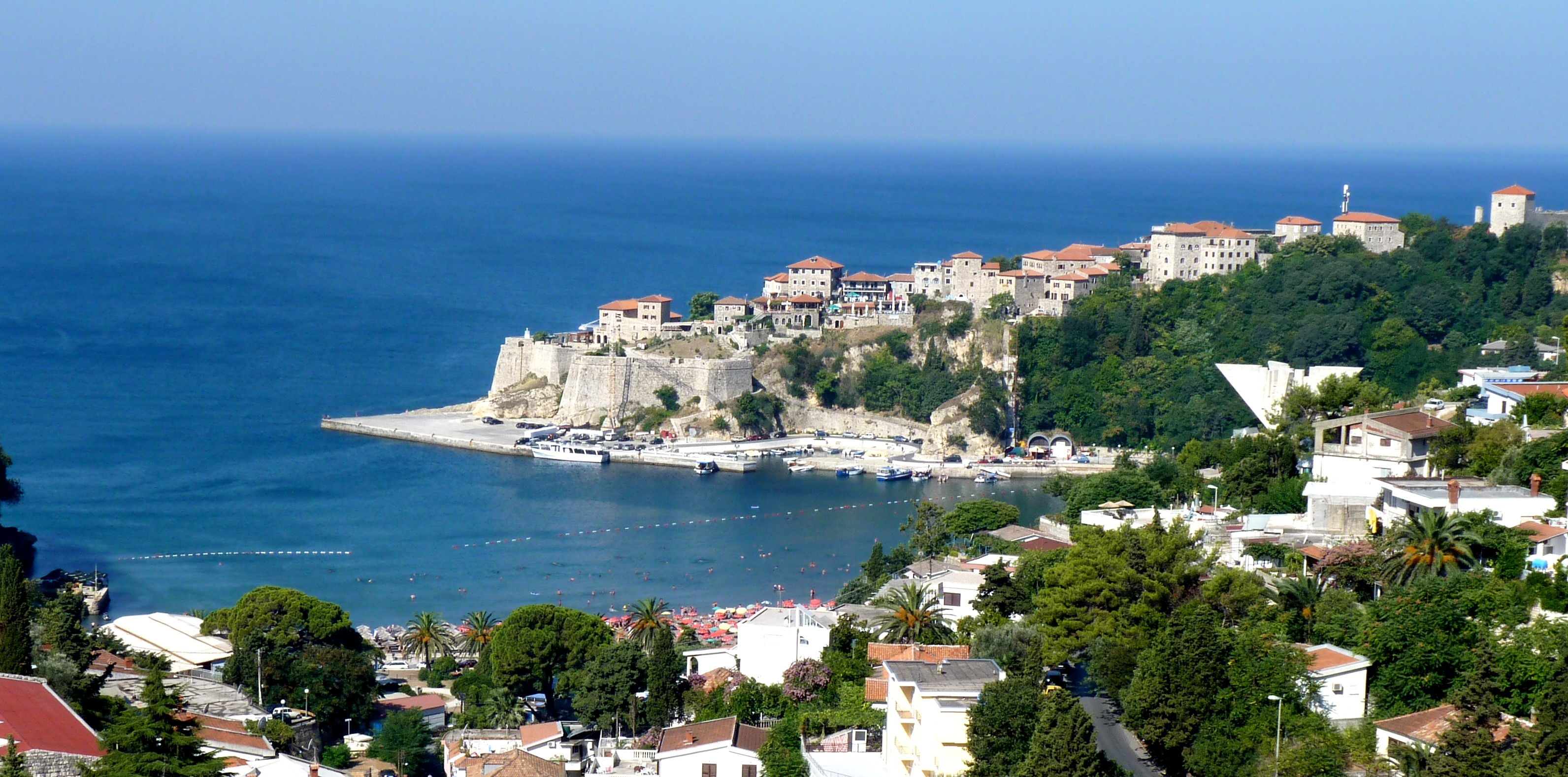
Az óváros a part felől
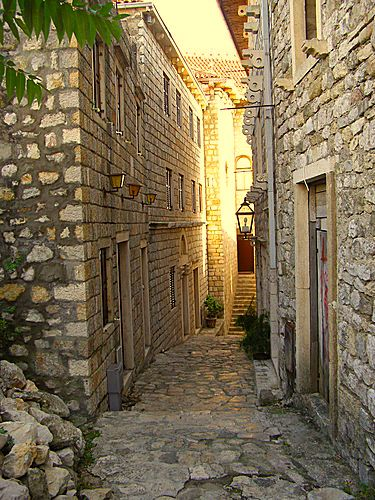
Ulcinj óvárosának egyik sikátora
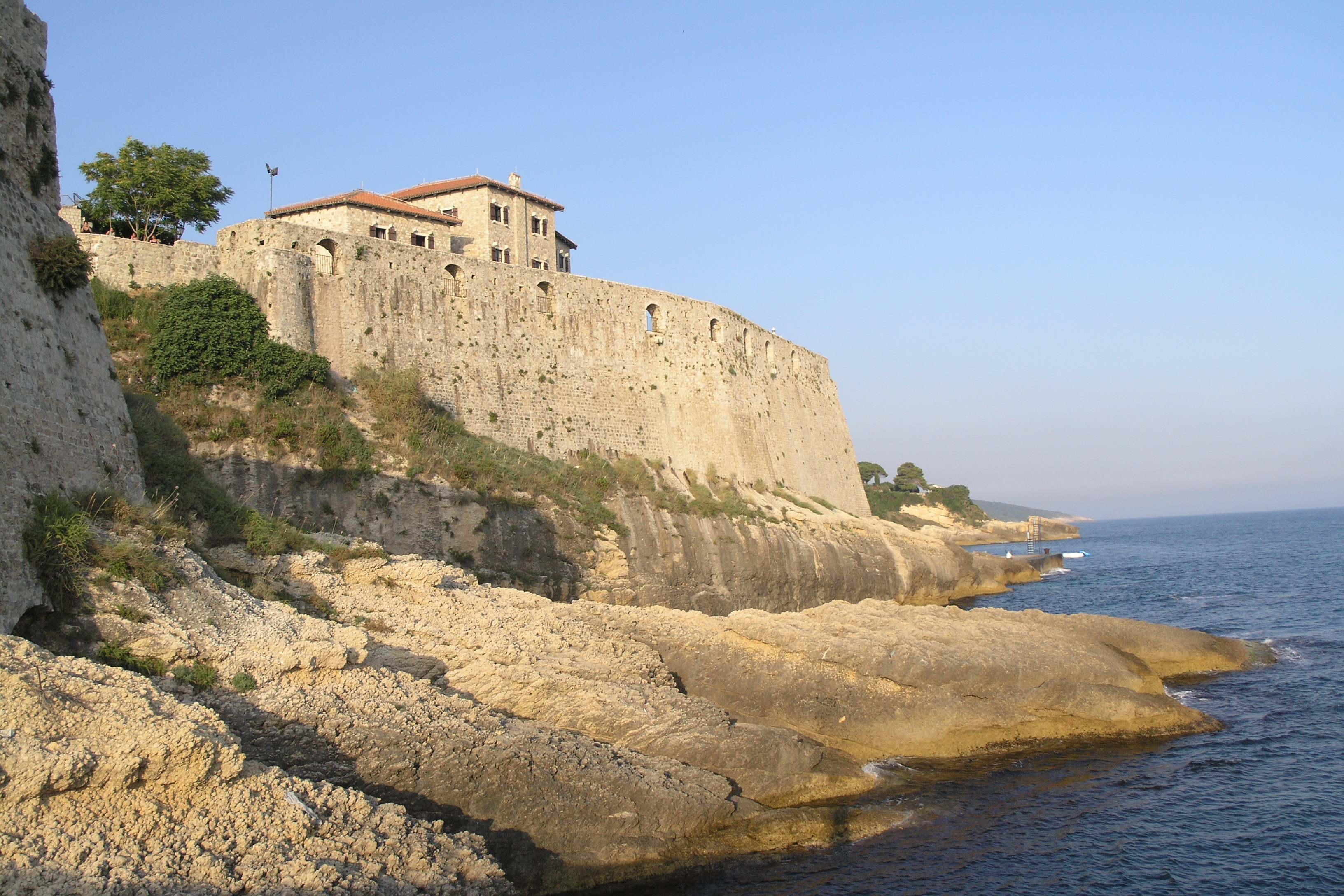
A vár egyik bástyája
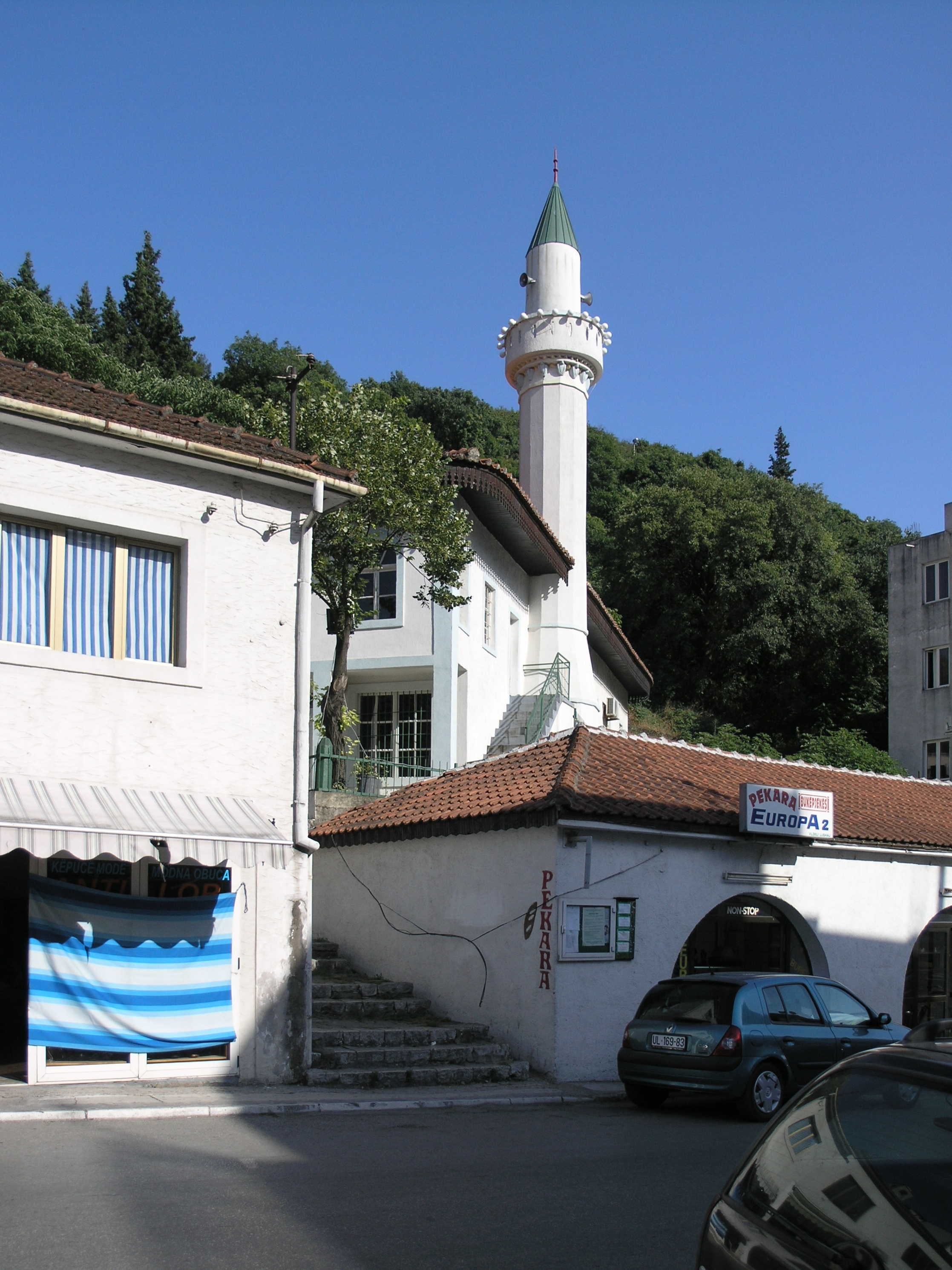
Minaret